# Mieszkanie Gepperta

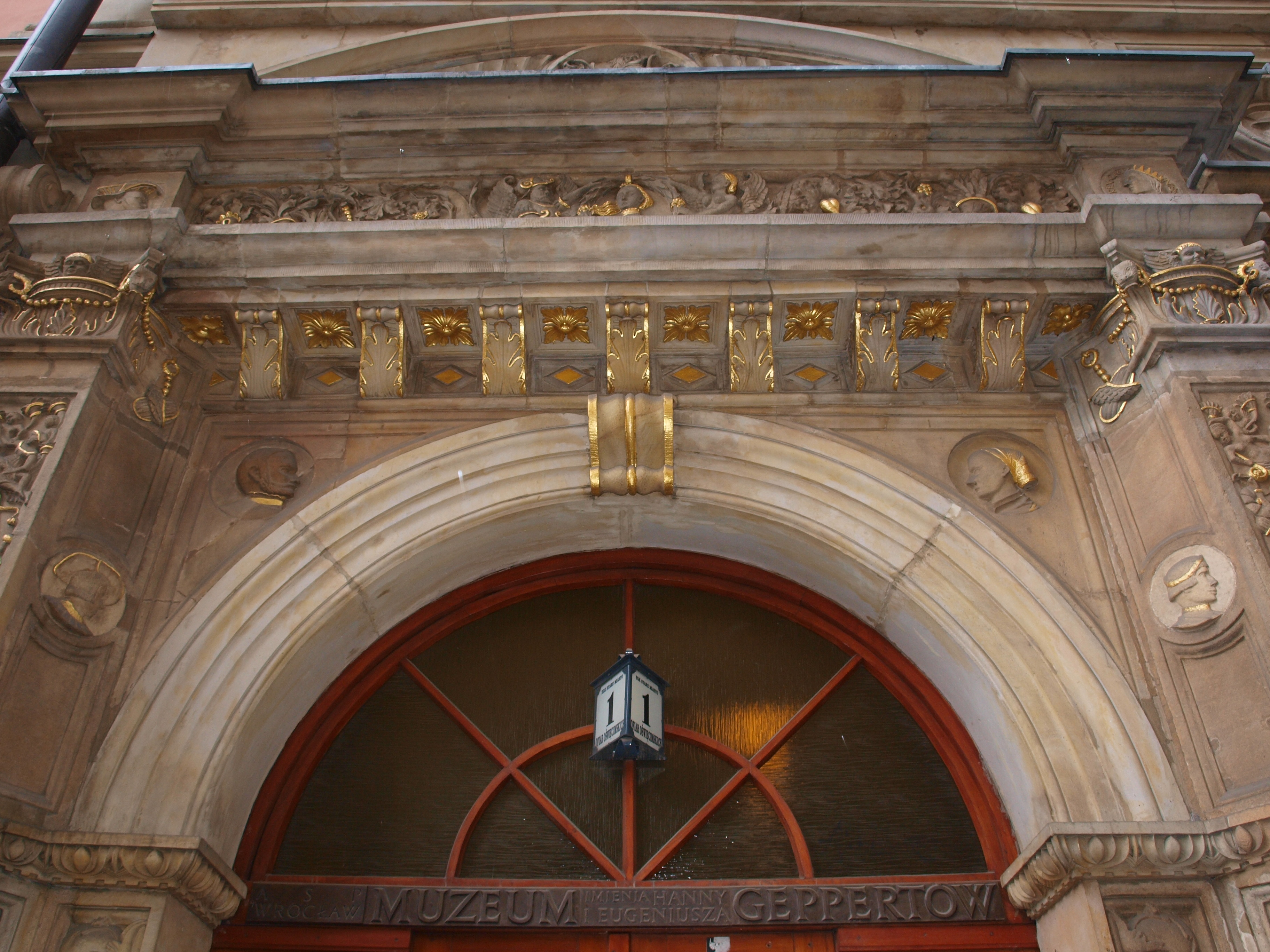
Fasada budynku, w którym mieści się galeria

Mieszkanie Gepperta – galeria sztuki współczesnej, ulokowana na pierwszym piętrze w Kamienicy Heinricha von Rybischa przy skrzyżowaniu ulicy Ofiar Oświęcimskich i placu Solnego we Wrocławiu w dawnym mieszkaniu i pracowni Hanny Krzetuskiej i Eugeniusza Gepperta.
Od 2007 galerię prowadzi Fundacja Sztuki Nowoczesnej Art Transparent. Wcześniej mieściło się w tym miejscu muzeum twórczości Eugeniusza Gepperta prowadzone przez Akademię Sztuk Pięknych we Wrocławiu.
Organizowane są tu liczne wystawy, wykłady, wernisaże, przeglądy filmów. Jest miejscem spotkań z ludźmi sztuki, nowoczesnych mediów oraz autorów książek. Galeria skupia się przede wszystkim na sztuce współczesnej tworzonej głównie przez młodych artystów.

## Wybrane wystawy
- 7 marca – 2 kwietnia 2008 – Ana Layla, wystawa Michała Bieńka[1];
- 9 listopada – 11 grudnia 2007 – Kwiat dla mnie... wystawa Moniki Koniecznej[2]
- 11 października – 4 listopada 2007 – Guys. From Poland with love, wystawa Oiko Petersena[3]
- 28 czerwca 2007 – Sympatyczna Pani Krysia, performance Eweliny Ciszewskiej[4];
- 15–24 maja 2007 – Najpiękniejsze uczucia rodzą się późną nocą, instalacja Anny Kołodziejczyk[5];
- 8–10 maja 2007 – Lexicon, 6.Aufl, wystawa Artura Golińskiego[6];
- 23 kwietnia 2007 – Kot na vhsie, prezentacja realizacji wideo Tekli Woźniak[7];
- 12–20 kwietnia 2007 – Melanż lub miszkulancja. Wystawa Arkadiusza Nowakowskiego i Pauliny Płacheckiej[8].